# Pomorska bitka 11. septembra 1779
Pomorska bitka 11. septembra 1779, ki se je zgodila ob obali Charles Towna v ameriški vojni za neodvisnost med francosko in kraljevo mornarico. Bitka se je končala z zajetjem britanske vojne ladje Ariel s strani francoske fregate Amazone.
11. septembra 1779, medtem ko je Ariel plula ob obali Charles Towna pod kapitanom Thomasom Mackenziejem, je opazila neznano jadrnico in se ji približala, da bi jo raziskala, nevedoč, da je francoska flota pod admiralom comte d'Estaingom vstopila v območje iz Zahodne Indije. Ko se je Mackenzie približal, je spoznal, da je neznanka pravzaprav fregata, ki jo spremljata dve brigantini in škuna in da se ne odziva na njegove signale, zato se je moral umakniti proti obali Georgie. Fregata je postopoma prehitela Ariel in Mackenzie je bil prisiljen ostati in se boriti. Sovražna ladja je bila francoska fregata Amazone s 36 topovi. Po devetdesetminutnem boju, v katerem je izgubila krmni jambor in vso opremo ter utrpela štiri mrtve in 20 ranjenih, se je Mackenzie predal z Ariel. d'Estaing je takoj zamenjal posadko Ariel in Experiment, ki jo je zajel leto prej, za francoske ujetnike. Posadki teh dveh plovil so nato šle na različne britanske ladje na postaji Severna Amerika. Francozi so zajeto ladjo sprejeli v službo kot Ariel.
Ariel je bila popravljena in preurejena v Lorientu med marcem in oktobrom 1780. Francozi so jo oktobra posodili ameriški kontinentalni mornarici, kjer je kratek čas služila kot USS Ariel pod Johnom Paulom Jonesom.